# Jankowice (województwo dolnośląskie)
Jankowice (niem. Jungwitz) – wieś w Polsce położona w województwie dolnośląskim, w powiecie oławskim, w gminie Oława.
Przez miejscowość przebiega droga krajowa DK94.
W latach 1975–1998 miejscowość administracyjnie należała do województwa wrocławskiego.

## Nazwa
Nazwa należy do grupy nazw patronomicznych i pochodzi od staropolskiego imienia Janko derywatu imienia założyciela miejscowości Jana. Heinrich Adamy w swoim dziele o nazwach miejscowości na Śląsku wydanym w 1888 roku we Wrocławiu wymienia jako najstarszą zanotowaną nazwę miejscowości Jankowice podając jej znaczenie "Dorf des Janko (Johann)" czyli po polsku "Wieś Janka (Johanna)".
W księdze łacińskiej Liber fundationis episcopatus Vratislaviensis (pol. Księga uposażeń biskupstwa wrocławskiego) spisanej za czasów biskupa Henryka z Wierzbna w latach 1295–1305 miejscowość wymieniona jest w zlatynizownej formie Zassino jako wieś lokowana na prawie polskim iure polonico we fragmencie Zassino tenet magister Jacobus in iure polonico.